# Herman Frison
Herman Frison (Geel, 16 aprile 1961) è un dirigente sportivo ed ex ciclista su strada belga.
Professionista tra il 1983 e il 1996, vinse una tappa al Tour de France, una Quatre Jours de Dunkerque e una Gand-Wevelgem. Dal 2005 al 2021 è stato direttore sportivo del team Lotto Soudal.

## Carriera
Passò professionista nell'agosto 1983 con la squadra belga Safir, con cui disputerà sei stagioni. Con questa squadra (divenuta Roland nel 1986) vinse una tappa al Giro dei Paesi Bassi nel 1983, due tappe alla Vuelta a los Valles Mineros nel 1986, una tappa e la classifica generale della Quatre Jours de Dunkerque, il Grote 1 Mei-Prijs e soprattutto una frazione al Tour de France, in solitaria sul traguardo tedesco di Pforzheim, nel 1987, e infine una tappa al Giro di Danimarca nel 1988.
In seguito allo scioglimento della Roland, nel 1989 passò alla Histor-Sigma, con cui concluse secondo al Giro delle Fiandre 1989, e con cui vinse nel 1990 la Gand-Wevelgem, la Nokere Koerse e una tappa al Tour de la Communauté Européenne e nel 1991 il Nationale Sluitingsprijs. Dopo una stagione con la Tulip Computers, passò nel 1993 alla Lotto, vincendo in stagione la Druivenkoers; si ritirò dalle corse a fine 1996. In carriera partecipò a sei edizioni del Tour de France, due della Vuelta a España, una del Giro d'Italia e a due campionati del mondo per professionisti, nel 1987 e nel 1988.
A partire dal 2003 ha assunto la carica di direttore sportivo per formazioni professionistiche; dal 2005 al 2021 è nello staff tecnico del team belga Lotto Soudal, noto negli anni anche come Davitamon, Predictor, Silence e Omega Pharma, affiancando prima Marc Sergeant e poi John Lelangue.

## Palmarès
- 1982 (Dilettanti)

7ª tappa Ronde van de Kempen (Oud-Turnhout > Oud-Turnhout)
- 1983 (Safir-Van de Ven, una vittoria)

3ª tappa, 1ª semitappa Ronde van Nederland (Zutphen > Assen)
- 1986 (Roland-Van de Ven, quattro vittorie)

Grote Prijs Stad Vilvoorde
5ª tappa Vuelta a los Valles Mineros
6ª tappa Vuelta a los Valles Mineros
Leeuwse Pijl (Sint-Pieters-Leeuw > Sint-Pieters-Leeuw)
- 1987 (Roland-Skala, quattro vittorie)

Grote 1 Mei-Prijs - Ereprijs Victor De Bruyne
2ª tappa Quatre Jours de Dunkerque (Ghyvelde > Dunkerque)
Classifica generale Quatre Jours de Dunkerque
3ª tappa, 1ª semitappa Tour de France (Stoccarda > Pforzheim)
- 1988 (Roland, due vittorie)

2ª tappa Post Danmark Rundt (Holstebro > Esbjerg)
Grote Prijs Lambrechts
- 1989 (Histor-Sigma, una vittoria)

Omloop Hageland-Zuiderkempen (Betekom > Betekom)
- 1990 (Histor-Sigma, tre vittorie)

Gand-Wevelgem
Nokere Koerse
2ª tappa Tour de la Communauté Européenne (Leers > Profondeville)
- 1991 (Histor-Sigma, una vittoria)

Nationale Sluitingsprijs
- 1993 (Lotto, una vittoria)

Druivenkoers

### Altri successi
- 1984

Criterium di Booischot
- 1985

Criterium di Tongerlo
- 1986

Grand Prix de Chaumont-Gistoux
- 1987

Criterium di Peer
- 1988

Criterium Polder-Kempen (Kalmthout)
Kermesse di Humbeek
Kermesse di Geetbets
- 1989

Criterium di Sint-Katelijne-Waver
Grote Prijs Paul Borremans (Viane
- 1990

Criterium di Veerle
- 1991

Grote Prijs Wetteren - Omloop van de Rozenstreek (derny)
- 1992

Kermesse di Wavre
Kermesse di Dilsen
- 1994

Kermesse di Heusden-Destelbergen

## Piazzamenti

### Grandi Giri
- Giro d'Italia

1987: non partito (6ª tappa)
- Tour de France

1987: 122º
1989: ritirato (14ª tappa)
1992: 111º
1993: 114º
1994: ritirato (15ª tappa)
1995: fuori tempo massimo (9ª tappa)
- Vuelta a España

1985: 93º
1989: ritirato (6ª tappa)

### Classiche monumento
- Milano-Sanremo

1990: 96º
1993: 88º
1994: 153º
1995: 151º
- Giro delle Fiandre

1989: 2º
1990: 82º
1991: 64º
1992: 56º
1993: 29º
1995: 16º
- Parigi-Roubaix

1985: 31º
1987: 29º
1988: 9º
1989: 7º
1990: 51º
1993: 18º
1994: 38º
1996: 18º

### Competizioni mondiali
- Campionati del mondo su strada

Villach 1987 - In linea: ritirato
Ronse 1988 - In linea: ritirato